# Comarca
La comarca è in Spagna, Argentina, Panama e Nicaragua una suddivisione territoriale che comprende diversi comuni di una medesima provincia. In Brasile e Portogallo, il termine "comarca" si riferisce alla delimitazione territoriale di carattere giudiziale. Fu usato anche in Sicilia e nello Stato Pontificio.
In origine il termine aveva il significato di "spazio di confine" (similmente all'italiano "marca") mentre più tardi passò a indicare una ridotta estensione di territorio considerata unitaria in senso storico o geografico. Il concetto attualmente si è allargato per indicare anche legami di carattere economico o urbano tra diversi comuni.

## Storia

### Origini
Nell'Antico Egitto il "comarca" nell'età tolemaica era un funzionario amministrativo, subordinato al toparca, che a sua volta dipendeva dal nomarca. La sua attività si esplicava nell'amministrazione del villaggio e specialmente in funzioni di carattere agrario.

### Introduzione
Il termine viene utilizzato in spagnolo e portoghese e con diversi significati, per indicare suddivisioni naturali, funzionali, urbane, di polarizzazione del territorio, sanitarie, agricole o di servizi. Si tratta essenzialmente di un'area più o meno esattamente definita, costituita da diversi luoghi abitati, servita da un centro comune. L'utilizzo del termine per delle suddivisioni amministrative si è avuto inizialmente nella comunità autonoma della Catalogna a partire dal 1936, sulla base del concetto di "area di mercato", che ha le sue origini nelle fiere e mercati periodici, di origine medioevale, ma ancora vivi fino alla metà del XX secolo.
Con l'istituzione delle comunità autonome, negli anni 1980 si sono avuti diversi studi sulle comarche come suddivisioni amministrative delle province: queste infatti, che costituivano le precedenti divisioni amministrative del territorio, erano in alcuni casi di difficile integrazione nella nuova organizzazione regionale. In molti casi si tratta tuttavia di circoscrizioni scolastiche e sanitarie, destinate quindi all'organizzazione dell'erogazione dei servizi pubblici, definite a volte indipendentemente le une dalle altre e senza legami con le comarche tradizionali.

## Esempi di comarca in Italia
Nel Regno di Sicilia durante il dominio spagnolo il territorio fu suddiviso in comarche. Istituite nel 1583 dal viceré Marcantonio Colonna, furono in totale 42. La funzione primaria delle comarche era connessa all'amministrazione fiscale: la città demaniale, capoluogo di ciascuna di esse, infatti, era la sede del "secreto", ovvero del funzionario regio che sovraintendeva alla riscossione dei tributi. Tra le funzioni dell'ufficio di tale figura vi era anche il censimento della popolazione della comarca: in base ai censimenti, infatti, avveniva la distribuzione del carico fiscale sugli abitanti della circoscrizione stessa. Con la Costituzione siciliana del 1812 le comarche furono sostituite da 23 distretti suddivisi in sette provincie. Papa Pio VII nel 1816, riformando la ripartizione dello Stato Pontificio all'indomani del Congresso di Vienna, istituì la Comarca di Roma, in luogo dell'antico Distretto di Roma. 

## Le comarche in Spagna
Le comarche in Spagna sono enti la cui eventuale attivazione e delimitazione è affidata a ogni singola comunità autonoma, ossia le regioni del paese iberico.